# Respect

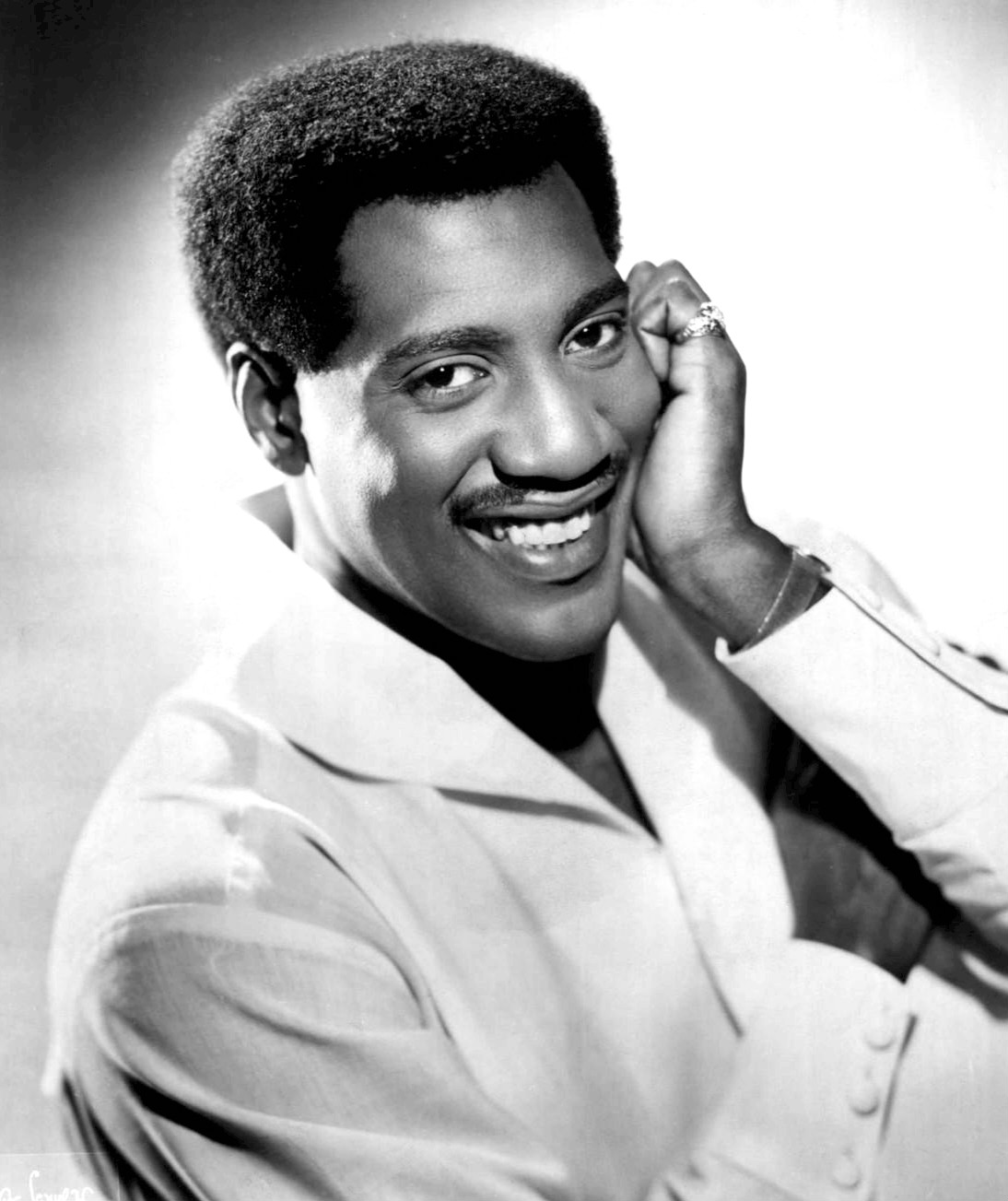
奧蒂斯·雷丁。

（译名《尊重》）是一首奧蒂斯·雷丁创作的歌曲，录制发行于1965年。两年后，该曲被艾瑞莎·弗蘭克林翻唱，登上公告牌百强单曲榜榜首，成为了她的代表作。两个版本在风格、歌词含义方面都有很大不同。
这首歌为弗兰克林赢得了1968年的两项葛莱美奖，并于1987年进入格莱美名人堂。它被《滚石》杂志评选为“史上最伟大的500首歌曲”第5位。美國唱片業協會将其选入“世纪之歌”名单。2002年，它因在“文化、历史和审美方面的显著成就”，被美国国会图书馆列入国家录音登记部的保护名单。

## 脚注

### 出处
1. ↑  《摇滚：一部社会史》，第3页
2. ↑  .   [2015-04-26]. （原始内容存档于2015-04-22）.